# Не болить голова у дятла
«Не болить голова у дятла» (рос. «Не болит голова у дятла») — російський радянський художній фільм режисера Дінари Асанової про почуття хлопчика Сєви Мухіна до однокласниці Іри Федорової і про малоприємні проблеми переходу від дитинства до юнацтва на тлі сонного, провінційного міста СРСР на початку 1970-х років.

## Сюжет
Автори фільму з перших хвилин стрічки вводять глядачів в клас, де примусово проводять організаційні збори останнього навчального дня перед літніми канікулами. Нудьгують усі — і учні, що вже побачили, як відпустили на волю сусідній клас, і вчителька, класний керівник Тетяна Петрівна. В останній день примудрився запізнитися чомусь Сєва Мухін, хлопчик 14-ти років, в якому ідуть процеси змужніння і вироблення індивідуальності. Він має абсолютний слух і відчуває музичні фрази в майже кожних звуках навколишнього середовища.
Подорослішання Сєви відбилося і на спалаху закоханості в однокласницю Іру Федорову. Він і вона ідуть за народженим почуттям, то виборюючи, то втрачаючи взаємність. Їхні стосунки переривають юнацькі комплекси, вразливість, необережність в словах і егоїстична фіксація саме на власному стані, на змінах власних настроїв, таких частих в ранньому юнацькому віці. Про маленькі бурі становлення характеру Сєви здогадуються і батько, і класний керівник, тим паче що хлопець не схильний приховувати ні власного захоплення музикою, ні дівчиною-однокласницею. Не знав Сєва і про те, що дівчатка в цьому віці переганяють хлопців у зростанні, тому Іра виглядає на всі 16-17, а він — ні. І це стає навіть в заваді потрапити на фільм «до 16 років», куди легко потрапить Іра і куди не пустять тоненького, несолідного Сєву, у якого не виросли і перші вуса. Але в ньому вже народилась особистість, любов до музики, прагнення опанувати барабани, спроби самотужки грати на них. Саме барабанні репетиції Сєви розлютять і старшого брата, якому Сєва не давав спати вранці, і сусіда, провінційного перукаря, котрий здасть барабани хлопця в металобрухт.
Стосункам з Ірою покладе край раптове переведення батька дівчинки в місто Мурманськ, адже той військовий і підкоряється новому наказу. Дівчина встигне лише написати хлопцеві останнього листа. Сєва, що перебував в нудному таборі влітку, вночі і під дощем, іде пішки в далеке місто, аби востаннє побачити дівчину. Але не встигає і довго і безглуздо біжить за потягом, що набирає швидкість перед далекою дорогою.
Події розгортаються на млявомі тлі провінційного містечка із сонними, нецікавими мешканцями. Малоіндивідуальні і неактивні навіть лагідна бабця Сєви, його сташий брат, його батько у виконані Грінько, що так контрастувало із виконанням його незабутніх ролей в фільмах " Іванове дитинство " (1962 року) чи " Андрій Рубльов " (1966 року). Історики-кинокритики розпинатимуться у статтях, про те, що до 1964 року це була одна країна (з хрущовською відлигою), а на початку 1970-х зовсім інша, в черговий раз пригноблена і придушена цензурою. І через це фільм вийшов анемічний, не динамічний, нецікавий для тих, кому не важливі дрібні події в душах школярів на порозі юнацтва. Ні відкриттів, ні цікавого сюжету, ні значущих знахідок — не відбулося.
Вийшла стрічка — хроніка дрібних подій у школярів за період від останнього шкільного дня в травні до кінця липня, яку формально зарахували до жанру мелодрами.

## Актори і ролі
- Олександр Жезляєв — Сєва Мухин («Муха»), володар абсолютного слуху, музикант-початківець
- Катерина Васильєва — Тетяна Петрівна, вчитель, класний керівник класу, де вчаться Сєва та Іра, головні персонажі кінострічки
- Грінько Микола Григорович — батько Сєви Мухіна та старшого брата — баскетболіста
- Тетяна Волкова — мати батька і бабуся двох онуків в родині
- Циплакова Олена Октябрівна — Іра Федорова
- Олександр Богданов — Льова Булкин (на прізвисько «Батон»), приятель Сєви
- Михайло Свєтін — Степан Степанович, «Стакан Стаканич», провінційний перукар (персонажа озвучив Дем'яненко Олександр Сергійович)
- Володимир Васильков — музикант оркестру, ударник
- Денис Козлов — Міша
- Йосип Конопацький — Федір Кузьмич
- Андрій Нікитин — Гаврило

## Знімальна група
- Режисер-постановник: Дінара Асанова
- Автор сценарію: Юрій Клепіков
- Оператор-постановник: Дмитро Долинін
- Художник-постановник: Володимир Светозаров
- Композитор: Євген Крилатов
- Звукооператор: Борис Андрєєв